# SK Haugar
Sportsklubben Haugar – norweski klub piłkarski z siedzibą w mieście Haugesund.

## Osiągnięcia
- Finał Pucharu Norwegii (2): 1961, 1979

## Historia
Klub Haugar założony został 19 października 1939 roku. Pierwszym poważnym sukcesem było dotarcie do finału Pucharu Norwegii w 1961 roku, gdzie Haugar przegrał 0:7 z klubem Fredrikstad FK. Ponownie w finale krajowego pucharu Haugar znalazł się w 1979 roku, jednak i tym razem przegrał - 1:2 z klubem Viking FK.
Ponieważ Viking zdobył w tym samym sezonie tytuł mistrza Norwegii, Haugar wziął udział Pucharze Zdobywców Pucharów w sezonie 1980/81. Już w pierwszej rundzie drużyna norweska wylosowała trudnego rywala - szwajcarski klub FC Sion. W pierwszym meczu, na wyjeździe, Haugar niespodziewanie zremisował 1:1. W rewanżu na własnym stadionie Norwedzy wygrali pewnie 2:0 i niespodziewanie awansowali do 1/8 finału. Kolejnym rywalem był walijski klub Newport County, prezentujący teoretycznie podobny poziom do rywali z pierwszej rundy. W pierwszym meczu w Norwegii padł bezbramkowy remis, za to w Walii Haugar przegrał bardzo wysoko - aż 0:6 - i odpadł z turnieju.
Po raz pierwszy w pierwszej lidze Norwegii Haugar pojawił się w 1981 roku, jednak po zajęciu przedostatniego, 11 miejsca, spadł z powrotem do II ligi. Był to jedyny sezon klubu w najwyższej lidze Norwegii - Haugar odniósł w nim 2 zwycięstwa, 12 meczów zremisował i 8 przegrał, zdobywając przy tym 20 bramek i tracąc 38.
W 1993 roku Haugar dokonał fuzji z klubem Djerv 1919 Haugesund, tworząc klub FK Haugesund. Fuzja dotyczyła tylko sekcji męskiej - pozostała założona w 1973 roku sekcja żeńskiej piłki nożnej.

## Europejskie puchary
Legenda do wszystkich tabel:
- Q – runda eliminacyjna, 1/16, 1/8, 1/4, 1/2 – odpowiednia faza rozgrywek, Grupa – runda grupowa, 1r gr – pierwsza runda grupowa, 2r gr – druga runda grupowa, F – finał, R – runda, PO – play-off
- k. – rzuty karne, los. – losowanie, Dogr. – dogrywka, w. – zasada bramek strzelonych na wyjeździe

| Sezon   | Rozgrywki                 | Runda | Przeciwnik     | Dom | Wyjazd | Ogólnie |
| ------- | ------------------------- | ----- | -------------- | --- | ------ | ------- |
| 1980/81 | Puchar Zdobywców Pucharów | 1R    | FC Sion        | 2–0 | 1–1    | 3–1     |
| 1980/81 | Puchar Zdobywców Pucharów | 2R    | Newport County | 0–0 | 0–6    | 0–6     |